# Goran Perkovac
Goran Perkovac, né le 16 septembre 1962 à Slatina, est un joueur puis entraîneur croate de handball.
Il est notamment champion olympique en 1996 avec la Croatie et médaillé de bronze olympique en 1988 avec la Yougoslavie.
En février 2023, il est nommé sélectionneur de l'équipe nationale de Croatie.

## Palmarès

### En équipe nationale
- Jeux olympiques
  -  Médaille d'or aux Jeux olympiques de 1996 à Atlanta
  -  Médaille de bronze aux Jeux olympiques de 1988 à Séoul

- Championnats du monde
  -  Médaille d'argent au Championnat du monde 1995
  - 13e place au Championnat du monde 1997
- Championnats d'Europe
  -  Médaille de bronze au Championnat d'Europe 1994
  - 5e place au Championnat d'Europe 1996
  - 8e place au Championnat d'Europe 1998
  - 6e place au Championnat d'Europe 2000

- Jeux méditerranéens
  -  Médaille de bronze aux Jeux méditerranéens de 1993
  -  Médaille de bronze aux Jux méditerranéens de 1997

### En clubs
- Vainqueur de la Coupe de Yougoslavie en 1981, 1986. 1987, 1989
- Vainqueur du Championnat de Suisse en 1993, 1999, 2000
- Vainqueur de la Supercoupe de Suisse en 1999
- meilleur buteur du Championnat de Suisse en 1990, 1991 et 1993

### Entraîneur
- Vainqueur du Championnat de Suisse en 2002, 2003, 2005, 2006, 2007
- Vainqueur de la Coupe de Suisse en 2003, 2004, 2005, 2007
- élu meilleur entraîneur de l'année en suisse en 2007